# Bill Chinnock
William Chinnock (ur. 12 listopada 1947 w Newark – zm. 7 marca 2007 w Yarmouth (Maine)) – amerykański kompozytor, klawiszowiec i gitarzysta, współzałożyciel grupy instrumentalnej The E Street Band, występującej w czasie koncertów i nagrań studyjnych u boku Bruce’a Springsteena.
W 1987 roku otrzymał nagrodę Emmy za solowy przebój "Somewhere In The Night". Zmarł śmiercią samobójczą. Muzyk zmagał się z chorobą z Lyme.